# Omnichannel
Omnichannel je pojem užívaný v celé šíři oborů a představuje strategie, které organizace používají pro maximální využití existence více paralelních prodejních či komunikačních kanálů. Cílem je nejčastěji zlepšení zákaznického či obecně uživatelského prožitku.